# Faustball-Weltmeisterschaft 2011
| 13. Weltmeisterschaft 2011           | 13. Weltmeisterschaft 2011 |
| ------------------------------------ | -------------------------- |
|                                      |                            |
| Männer                               |                            |
| Anzahl Nationen                      | 12                         |
| Weltmeister                          | Deutschland                |
| Gastgeber                            | Österreich                 |
| Stadt                                | Pasching                   |
| Austragungsort                       | Waldstadion                |
| Eröffnung                            | 7. August 2011             |
| Endspiel                             | 13. August 2011            |
| Verband                              | IFA                        |
| Anzahl Spiele                        | 56                         |
| \| ← 12. WM 2007 \| 14. WM 2015 → \| |                            |
| ← 12. WM 2007                        | 14. WM 2015 →              |

Die 13. Faustball-Weltmeisterschaft der Männer fand vom 7. bis zum 13. August 2011 in Österreich statt. Insgesamt traten 24 Mannschaften in Vorrunde und Hauptrunde zunächst in Gruppen gegeneinander an. Danach folgten Ausscheidungsspiele mit Viertelfinale, Halbfinale und Finale sowie Platzierungsspiele um die Plätze drei bis zwölf. Deutschland wurde durch einen 4:2-Sieg im Finale gegen Titelverteidiger Österreich zum 10. Mal Faustballweltmeister.
Die Vorrundenspiele wurden in Kremsmünster, Linz, Salzburg und Wien ausgetragen, die Viertelfinale in Linz, die Qualifikations- und Platzierungsspiele sowie das Finale im Waldstadion Pasching.
Nach 1968 (Linz) und 1990 (Vöcklabruck) fand zum dritten Mal eine Faustball-Weltmeisterschaft auf österreichischem Boden statt.

## Teilnehmer
Die Weltmeisterschaft wurde mit 12 Mannschaften ausgetragen, die sich aus den 24 Mitglieds- und 11 Partnerverbänden der International Fistball Association qualifizierten.

### Qualifikation
Aus den angeführten 35 Mitgliedsverbänden qualifizieren sich 12 Teams (fett) für die 2011 Faustball-WM.
Europa:  Albanien,  Dänemark,  Deutschland,  Italien,  Katalonien,  Österreich,  Schweiz,  Serbien,  Island,  Malta,  Zypern,  Polen,  Schweden,  Belgien,  Moldau,  Frankreich,  Ukraine,  Ungarn,  Belarus,  Griechenland,  Tschechien
Amerika:  Argentinien,  Brasilien,  Chile,  Vereinigte Staaten,  Paraguay,  Uruguay,  Mexiko,  Peru
 Asien:  Japan,  Taiwan,  Indien,  Nepal,  Pakistan
 Afrika:  Namibia

### Teilnehmerfeld
Tschechien nahm nach einer Pause von zwei Weltmeisterschaften (zuletzt 1999) wieder teil. Für Serbien war es die erste Teilnahme an einer Faustball-Weltmeisterschaft überhaupt.
Die Festlegung der Gruppen fand am 25. September 2010 statt. Österreichs Skispringer Thomas Morgenstern nahm die Auslosung vor.
| 6 aus Europa      | Deutschland        | Italien   | Österreich |
|                   | Schweiz            | Serbien   | Tschechien |
| 3 aus Südamerika  | Argentinien        | Brasilien | Chile      |
| 1 aus Nordamerika | Vereinigte Staaten |           |            |
| 1 aus Asien       | Japan              |           |            |
| 1 aus Afrika      | Namibia            |           |            |

## Modus
Im Halbfinale, dem Spiel um Platz 3 und dem Finale wurde auf vier, alle übrigen Spiele auf drei Gewinnsätze gespielt.

### Vorrunde
- In der Vorrunde wurde in vier Gruppen (A bis D) mit jeweils drei Mannschaften eine einfache Runde gespielt. Die Spiele fanden in Wien und Salzburg statt.

Logo der Faustball-Weltmeisterschaft 2011

### Zwischenrunde
Alle Spiele der Zwischenrunde fanden in Kremsmünster und Linz statt.
- Die vier Gruppensieger der Vorrunde spielten in der Zwischenrunde in der Gruppe E, die vier Gruppendritten spielten in der Gruppe F.
- Die vier Gruppenzweiten der Vorrunde ermittelten in Qualifikationsspielen zwei weitere Teilnehmer der Gruppe E. Die unterlegenen Mannschaften spielten in der Gruppe F.
- Alle Nationen der Gruppe E sowie die beiden ersten der Gruppe F spielten im Viertelfinale nach dem Schema 1.E - 2.F, 2.E - 1.F, 3.E - 6.E, 4.E - 5.E
- Die Dritt- bis Sechstplatzierten der Gruppe F spielten in Qualifikationsspielen um die Teilnahme im Spiel um Platz 9.
- Die Viertelfinalverlierer spielten ebenfalls in Qualifikationsspielen um die Teilnahme im Spiel um Platz 5.

### Finalrunde
Die Spiele der Finalrunde und Platzierungsspiele fanden im Paschinger Waldstadion statt.
- Ab dem Viertelfinale wurde in einer K.-o.-Runde (Verlierer scheidet aus) gespielt.
- Jeder Platz wurde ausgespielt.

## Spielstätten
Linz war bereits bei den Weltmeisterschaften 1968 (Finalspiele), und den Weltmeisterschaften 1990 (Qualifikation & Vorrunde) Austragungsort. In Wien wurden 1990 bereits Vorrundenspiele ausgetragen.
| Wien |

| Kremsmünster |

| Linz |

| Salzburg |

| Pasching |

| Ort          | Stadion                            | Kapazität |
| ------------ | ---------------------------------- | --------- |
| Wien         | Johann-Hoffmann-Platz (12. Bezirk) | 1.500     |
| Salzburg     | Sportplatz in Rif                  | 1.500+    |
| Kremsmünster | Faustballzentrum Kremsmünster      | 2.300     |
| Pasching     | Waldstadion                        | 6.000     |
| Linz         | ÖFBB-Leistungszentrum              | 2.000+    |

## Spielplan

### Vorrunde
Gruppe A und B wurden in Wien gespielt, C und D spielten in Salzburg.

#### Gruppe A
| 07.08.2011 | Argentinien | – | USA         | 3:0 | (11:9, 11:7, 11:4)        |
| 07.08.2011 | Österreich  | – | USA         | 3:0 | (11:8, 11:4, 11:2)        |
| 07.08.2011 | Österreich  | – | Argentinien | 3:1 | (11:7, 11: 6, 8:11, 11:5) |

#### Gruppe B
| 07.08.2011 | Namibia   | – | Serbien | 3:0 | (11:4, 11:6, 11:7) |
| 07.08.2011 | Brasilien | – | Serbien | 3:0 | (11:5, 11:6, 11:5) |
| 07.08.2011 | Brasilien | – | Namibia | 3:0 | (11:5, 11:5, 11:7) |

#### Gruppe C
| 07.08.2011 | Italien     | – | Japan   | 3:0 | (11:2, 11:8, 14:12) |
| 07.08.2011 | Deutschland | – | Japan   | 3:0 | (11:4, 11:4, 11:4)  |
| 07.08.2011 | Deutschland | – | Italien | 3:0 | (11:5, 11:7, 11:4)  |

#### Gruppe D
| 07.08.2011 | Chile   | – | Tschechien | 3:0 | (11:6, 11:7, 11:5)  |
| 07.08.2011 | Schweiz | – | Tschechien | 3:0 | (11:5, 11:6, 11:3)  |
| 07.08.2011 | Schweiz | – | Chile      | 3:0 | (11:4, 12:10, 11:8) |

#### Zwischenspiele
Es traten die Gruppenzweiten der Gruppe A und B sowie C und D gegeneinander an. Die Sieger spielten in der Zwischenrunde in Gruppe E, die Verlierer in Gruppe F.
| 08.08.2011 | Argentinien | – | Namibia | 3:0 | (13:11, 11:8, 11:6) |
| 08.08.2011 | Italien     | – | Chile   | 0:3 | (8:11, 7:11, 6:11)  |

### Zwischenrunde
Die Spiele der Zwischenrunde fanden in Kremsmünster und Linz statt.

#### Gruppe E
| 08.08.2011 | Brasilien   | – | Argentinien | 3:2 | (11:7, 7:11, 7:11, 11:6, 12:10)  |
| 08.08.2011 | Deutschland | – | Chile       | 3:0 | (11:7, 11:5, 15:13)              |
| 08.08.2011 | Österreich  | – | Brasilien   | 3:2 | (10:12, 9:11, 11:8, 11:9, 11:6)  |
| 09.08.2011 | Deutschland | – | Schweiz     | 0:3 | (4:11, 8:11, 6:11)               |
| 09.08.2011 | Deutschland | – | Argentinien | 3:0 | (11:5, 11:7, 11:4)               |
| 09.08.2011 | Österreich  | – | Chile       | 3:0 | (11:9, 11:7, 11:8)               |
| 09.08.2011 | Brasilien   | – | Deutschland | 3:1 | (11:9, 12:14, 11:7, 11:5)        |
| 09.08.2011 | Österreich  | – | Schweiz     | 3:0 | (12:10, 11:7, 11:6)              |
| 10.08.2011 | Brasilien   | – | Chile       | 3:2 | (11:1, 11:6, 10:12, 10:12, 11:4) |
| 10.08.2011 | Schweiz     | – | Argentinien | 1:3 | (11:5, 10:12, 13:15, 7:11)       |
| 10.08.2011 | Chile       | – | Argentinien | 0:3 | (5:11, 8:11, 11:13)              |
| 10.08.2011 | Österreich  | – | Deutschland | 1:3 | (8:11, 11:9, 8:11, 8:11)         |
| 10.08.2011 | Brasilien   | – | Schweiz     | 3:2 | (8:11, 11:8, 7:11, 11:8, 11:9)   |

#### Gruppe F
| 08.08.2011 | USA        | – | Serbien    | 2:3 | (9:11, 11:8, 11:13, 11:6, 10:12) |
| 08.08.2011 | Japan      | – | Tschechien | 0:3 | (9:11, 11:13, 6:11)              |
| 08.08.2011 | USA        | – | Namibia    | 0:3 | (3:11, 5:11, 6:11)               |
| 08.08.2011 | Tschechien | – | Italien    | 0:3 | (2:11, 5:11, 9:11)               |
| 09.08.2011 | Serbien    | – | Tschechien | 3:1 | (11:5, 13:11, 3:11, 11:8)        |
| 09.08.2011 | Japan      | – | Namibia    | 0:3 | (7:11, 2:11, 9:11)               |
| 09.08.2011 | USA        | – | Tschechien | 3:2 | (11:5, 9:11, 11:4, 9:11, 11:7)   |
| 09.08.2011 | USA        | – | Italien    | 2:3 | (11:3, 9:11, 12:10, 5:11, 11:13) |
| 10.08.2011 | USA        | – | Japan      | 3:0 | (11:7, 11:6, 11:9)               |
| 10.08.2011 | Serbien    | – | Italien    | 0:3 | (6:11, 2:11, 6:11)               |
| 10.08.2011 | Tschechien | – | Namibia    | 0:3 | (5:11, 3:11, 5:11)               |
| 10.08.2011 | Serbien    | – | Japan      | 3:2 | (11:6 9:11 14:15 11:2 11:8)      |
| 10.08.2011 | Italien    | – | Namibia    | 1:3 | (11:6, 10:12, 8:11, 6:11)        |

### Viertelfinale
Die Viertelfinalspiele fanden in Linz statt.
| 11.08.2011 | Argentinien | – | Schweiz | 3:2 | (12:10, 7:11, 11:8, 11:13, 12:10) |
| 11.08.2011 | Deutschland | – | Chile   | 3:1 | (8:11, 11:2, 11:2, 11:6)          |
| 11.08.2011 | Brasilien   | – | Namibia | 3:0 | (11:4, 11:4, 11:5)                |
| 11.08.2011 | Österreich  | – | Italien | 3:0 | (11:9, 11:7, 14:12)               |

### Qualifikationsspiele
Die Qualifikationsspiele fanden im Waldstadion in Pasching und in Linz statt.
| 12.08.2011 | Serbien | – | Japan      | 3:1 | (11:7, 5:11, 11:8, 11:8) |
| 12.08.2011 | USA     | – | Tschechien | 3:0 | (14:12, 11:3, 11:5)      |
| 12.08.2011 | Schweiz | – | Italien    | 3:0 | (11:2, 11:4, 11:4)       |
| 12.08.2011 | Chile   | – | Namibia    | 3:0 | (11:8, 11:8, 11:7)       |

### Halbfinale
Die Halbfinalspiele fanden in Pasching statt.
Die Sieger der Viertelfinalspiele spielten um den Einzug ins Finale
| 12.08.2011 | Argentinien | – | Österreich | 3:4 | (2: 11, 5:11, 11:9, 12:10, 6:11, 12:10, 5:11) |
| 12.08.2011 | Deutschland | – | Brasilien  | 4:1 | (11:5, 11:5, 11:4, 8:11, 11:6)                |

### Platzierungsspiele
Die Platzierungsspiele fanden im Waldstadion in Pasching statt.
| 13.08.2011 (11./12. Platz) | Japan   | – | Tschechien | 0:3 | (9:11, 2:11, 7:11)  |  |
| 13.08.2011 (9./10. Platz)  | Serbien | – | USA        | 0:3 | (8:11, 4:11, 9:11)  |  |
| 13.08.2011 (7./8. Platz)   | Italien | – | Namibia    | 3:0 | (11:2, 11:5, 11:7)  |  |
| 13.08.2011 (5./6. Platz)   | Schweiz | – | Chile      | 3:0 | (12:10, 11:7, 11:5) |  |

### Spiel um Rang 3
| 13.08.2011 | Argentinien | – | Brasilien | 0:4 | (7:11, 10:12, 8:11, 7:11) |  |

### Finale
| 13.08.2011 | Österreich | – | Deutschland | 2:4 | (7:11, 11:9, 12:14, 11:6, 7:11, 6:11) |  |

## Schiedsrichter
Vom Vorsitzenden der IFA-Schiedsrichterkommission Karl Hinterreiter wurden für die Weltmeisterschaften acht Schiedsrichter aus vier Nationen nominiert.
| Name               | Land        | Einsätze in der Finalrunde | Einsätze in der Finalrunde | Einsätze in der Finalrunde | Einsätze in der Finalrunde | Einsätze in der Finalrunde | Einsätze in der Finalrunde |
| Name               | Land        | Schiedsrichter             | Schiedsrichter             | Schiedsrichter             | Linienrichter              | Linienrichter              | Linienrichter              |
| Name               | Land        | Viertelfinale              | Halbfinale                 | Finalspiele                | Viertelfinale              | Halbfinale                 | Finalspiele                |
| ------------------ | ----------- | -------------------------- | -------------------------- | -------------------------- | -------------------------- | -------------------------- | -------------------------- |
| Marcel Meier       | Schweiz     | AUT - ITA                  | ARG - AUT                  |                            | GER - CHL                  |                            | F / GER - AUT              |
| Bruno Cavasin      | Schweiz     |                            |                            |                            | GER - CHL AUT - ITA        | GER - BRA ARG - AUT        | F / GER - AUT              |
| Aurelio Freitas    | Brasilien   | ARG - SUI                  |                            | F / GER - AUT              |                            | ARG - AUT                  |                            |
| Wolfgang Roschitz  | Österreich  |                            | GER - BRA                  | P3 / ARG - BRA             | ARG - SUI BRA - NAM        |                            |                            |
| Kurt Parzer        | Österreich  | GER - CHL                  |                            |                            |                            |                            | P3 / ARG - BRA             |
| Gernold Haitzer    | Österreich  | BRA - NAM                  |                            |                            |                            | GER - BRA                  |                            |
| Jürgen Albrecht    | Deutschland |                            |                            |                            | ARG - SUI AUT - ITA        |                            | P3 / ARG - BRA             |
| Rainer Frommknecht | Deutschland |                            |                            |                            | BRA - NAM                  |                            |                            |

## Fernsehen
Als Medienpartner der Faustball-Weltmeisterschaft 2011 konnte das Organisationskomitee den österreichischen Sportsender ORF Sport Plus gewinnen. Der Fernsehsender übertrug das Viertelfinale der österreichischen Faustballnationalmannschaft gegen Italien, die beiden Halbfinals, das Spiel um die Bronzemedaille, sowie das Endspiel Österreich gegen Deutschland live. Dazu wurde das Spiel zwischen Österreich und Brasilien zeitversetzt in voller Länge übertragen. Als Moderator berichtete für den Sender vom Spielfeldrand Johannes Hahn, als Kommentator begleitete Boris Kastner-Jirka, selbst ehemaliger Faustballer, die Begegnungen. Als Experte hatte der ORF den ehemaligen Nationaltrainer der österreichischen Faustballnationalmannschaft Ernst Almhofer verpflichtet.

## Platzierungen
Endstand:
| Rang | Land               |
| ---- | ------------------ |
| 1.   | Deutschland        |
| 2.   | Österreich         |
| 3.   | Brasilien          |
| 4.   | Argentinien        |
| 5.   | Schweiz            |
| 6.   | Chile              |
| 7.   | Italien            |
| 8.   | Namibia            |
| 9.   | Vereinigte Staaten |
| 10.  | Serbien            |
| 11.  | Tschechien         |
| 12.  | Japan              |